# ۲-متوکسی-۴-وینیل‌فنول
۲-متوکسی-۴-وینیل‌فنول (به انگلیسی: 2-Methoxy-4-vinylphenol) یک ترکیب شیمیایی با شناسه پاب‌کم ۳۳۲ است. 